# Złoty garnek
Złoty garnek (niem. Der goldene Topf) – nowela z okresu romantyzmu autorstwa E.T.A. Hoffmanna, opublikowana początkowo w 1814 roku i przerobiona przez autora w 1819. Uważana jest za arcydzieło literatury romantycznej.

## Fabuła
Akcja utworu rozpoczyna się w dniu Wniebowstąpienia w Dreźnie. Młody student Anzelmus przewraca kosz z jabłkami pewnej sprzedawczyni przy Czarnej Bramie. Aby pokryć straty kobiety, oddaje jej swoją sakiewkę z pieniędzmi, które chciał przeznaczyć na udział w uroczystościach i oddala się w pośpiechu. Kobieta wykrzykuje w jego kierunku: Tak, pędźże! pędźże dalej, czarci synu! Zginiesz w krysztale, już ci bliżej niż dalej, tak! w krysztale!
Anzelmus przyśpiesza jeszcze kroku i zatrzymuje się dopiero na końcu alei pod krzakiem czarnego bzu. Tam słyszy wydobywające się przyjemne odgłosy, przypominające dźwięk dzwoneczków z kryształu. Patrzy w górę i spogląda w niebieskie oczy węża, w którym z miejsca się zakochuje. Gdy więc ten znika chwilę później, Anzelmus jest zmieszany i zrozpaczony.
Na drodze spotyka przypadkowo przyjaciela, konrektora Paulmanna, który zaprasza go do jego domu. Tam poznaje jego 16-letnią córkę Weronikę, która marzy o wspólnej przyszłości z Anzelmusem. Zapoznaje się jeszcze z registratorem Heerbrnadem, który oferuje mu pracę kopisty starych pism u tajnego archiwariusza Lindhorsta, dziwacznego alchemika i czarodzieja. Za tę pomoc miałyby dostać tyle pieniędzy, że zrekompensuje mu to utratę sakiewki, danej sprzedawczyni jabłek. Jednak gdy Anzelmus przychodzi pierwszego dnia do pracy, ta zjawia się ponownie w kołatce u bramy, a student mdleje z trwogi.
Kilka dni później Anzelmus spotyka archiwariusza Lindhorsta, który oczarowuje go magicznymi sztuczkami oraz zdradza mu, że wąż, którego student widział, to jego córka Serpentyna. Opowiada mu dalej osobliwą historię jego rodziny. Chodzi tu o Fosforusa, piękną płomienistą lilię oraz czarnego smoka, z którym Fosforus musi walczyć.

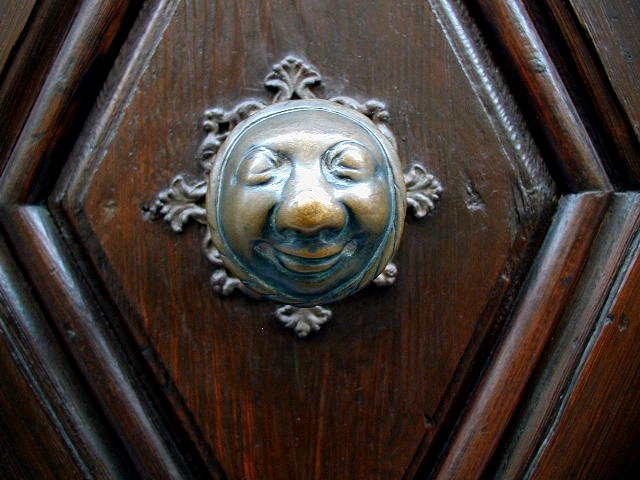
Sprzedawczyni jabłek

Następnego dnia student zaczyna pracę. Ma za zadanie skopiować bezbłędnie teksty, których jednak sam nie jest w stanie odszyfrować. Lindhorst przestrzega go poza tym, żeby ten nie zaplamił tuszem jednego z oryginałów. Szczęśliwie dla niego z pomocą przychodzi Serpentyna, co pozwala mu bez trudu wykonywać swoje obowiązki. Im intensywniej zajmuje się pismami, tym bardziej stają mu się zrozumiałe. Pewnego dnia kopiuje on kilkuczęściowy tekst, którego treść staje przed nim otworem: Odkrywa historię archiwariusza, który naprawdę nazywa się Salamander i jest duchem ognistym, który został wygnany z mitycznego świata Atlantydy. Aby tam powrócić, musi on wydać za mąż jego trzy córki.
Weronika, która obawia się utraty Anzelmusa, zwraca się do sprzedawczyni jabłek, która wytwarza jej podczas nocnego rytuału metalowe zwierciadło. Gdy później student w nie spogląda, uważa Serpentynę i całą historię wokół archiwariusza za iluzje i zakochuje się w Weronice. Obiecuje ją poślubić, jak tylko zostanie radcą dworu. Kiedy zabiera się do kopiowania kolejnych pism Lindhorsta, te wydają mu się obce i przez nieuwagę wylewa on tusz na oryginalny manuskrypt. Wskutek rzuconego czaru zostaje umieszczony w szczelnie zatkanej butelce, na półce w pokoju bibliotecznym archiwariusza Lindhorsta.
Tam student odkrywa kolejne butelki, gdzie znajdują się inni młodzi mężczyźni, którzy także pracowali dla archiwariusza. Każdy z nich zdaje się jednak nie wiedzieć o swojej niewoli. Kilka chwil później zjawia się wiedźma, która próbuje ukraść złoty garnek, będący podarunkiem dla Serpentyny. Wtedy zjawia się archiwariusz z jego papugą i oboje walczą ze starą kobietą i jej czarnym kotem. Ostatecznie Lindhorst pokonuje wiedźmę, która przemienia się w buraka. Ponieważ student był prowadzony przez „złe moce”, archiwariusz mu wybacza i uwalnia z butelki.
W ostatnim rozdziale Hoffmann stosuje nietypowe techniki narracyjne. Narrator, który przedstawiał historię noweli, sam umieszcza siebie w środku opowieści i informuje czytelnika o problemach jakie ma w dokończeniu swoich relacji. Otrzymuje list od archiwariusza Lindhorsta i dzieli się jego treścią z czytelnikiem. Wynika z niego, że Anzelmus poślubił Serpentynę i żyje szczęśliwie na posiadłości Salamandry w Atlantydzie. Sam właściciel musi jednak zaczekać, aż jego dwie córki wyjdą za mąż, nim będzie on mógł wrócić do Królestwa Cudów.
Lindhorst zaprasza narratora do jego pracowni, gdzie ten widzi Serpentynę opuszczającą świątynię ze złotym garnkiem w rękach. Z naczynia wyrasta lśniąca lila, która reprezentuje miłość, szczęście oraz spełnienie młodej pary. Anzelmus w zachwycie stwierdza, że jest ona wiedzą świętej harmonii wszystkich rzeczy. Historia kończy się obrazem archiwariusza pocieszającego narratora słowami: Jest że w ogóle szczęście Anzelmusa czym innym niż życiem w poezji, której święta harmonia wszystkich istot objawia się jako najgłębsza tajemnica przyrody?. Pyta także narratora metaforycznie, czy nie ma tam co najmniej przyzwoitego folwarku, jako poetycznego dziedzictwa duszy.
Poezja była dla Hoffmanna określeniem dla każdej formy pisarstwa kreatywnego.

## Charakterystyka figur
Student Anzelmus stoi między rzeczywistością dnia codziennego a światem fantastycznym, między dobrem i złem. Ulega on z jednej strony czarom wiedźmy jak i urokowi Weroniki oraz idzie drogą kariery jako radca dworu, ale także czuje przywiązanie do świata fantazji i czarującej Serpentyny. Protagonista poddaje się coraz bardziej siłom zła, które zabierają go z powrotem do codzienności. Jednak ostatecznie sytuacja ulega zmianie, gdy ten zaczyna postrzegać owe moce jako formy zniewolenia.
Będąc w jego więzach, student Anzelmus wybiera Serpentynę i uwalania się od sił mroku. Znajduje szczęście w świecie fantazji, choć wyobcowuje go to od realnego świata. Może to być rozumiane jako symbol romantycznej poezji, tworzącej dystans do codziennych zdarzeń, ale jednocześnie izolującej od realności. Faktycznie jednak (w świecie noweli) protagonista nie jest osamotniony, gdyż spełnia się jego sen o „wiecznej miłości” z Serpentyną na posiadłości jej ojca w Atlantydzie, gdzie harmonia wszystkich istot manifestuje się jako największa tajemnica natury. Takim sposobem dostępuje on głębszego poznania świata.
Także Weronika wydaje się być między fikcją a rzeczywistością, chcąc za pomocą czarów zdobyć miłość Anzelmusa. Ostatecznie jednak wypiera się sztuk magicznych. Szybkość z jaką zapomina ona studenta i zgadza się poślubić radcę dworu Heerbranda świadczy o jej mocnym przywiązaniu do codzienności i życia mieszczańskiego. Obojgu udaje się uniknąć „niebezpiecznych elementów świata fantazji” przez odczytywanie ich wyłącznie jako form alegorii.

## Technika narracyjna
Złoty garnek jest podzielony na 12 wigilii. Termin wskazuje przede wszystkim na okoliczności powstania dzieła (utwór jest wynikiem pracy nocnej). Innym ważnym czynnikiem jest także znaczenie symboliki czasu. Zaskakująco często kluczowe momenty mają miejsce o pełnych godzinach. O trzeciej Anzelmus przewraca koszyk z jabłkami, w południe o dwunastej staje się ofiarą ataku węży u archiwariusza Lindhorsta, a dokładnie o północy Weronika wraz z czarownicą tworzą magiczne zwierciadło. To, że historia zaczyna się w dzień Wniebowstąpienia jest aluzją do „wyższych mocy”, które są obecne w noweli.
Tekst może być także interpretowany jako „magiczny rytuał” (z serią dwunastu części, przypominających modlitwy). 
Zanim Anzelmus zanurza się w świat poezji, słowo zabiera narrator, który zwraca się bezpośrednio do czytelnika w wigilii czwartej i staje się po części elementem całej fabuły. Zdaje on mu relacje o jego trudnościach w dokończeniu opowiadania. Ostatecznie udaje mu się to jednak z pomocą archiwariusza Lindhorsta, z którym zdołał nawiązać kontakt:
Jeżeli więc chcesz pan napisać wigilię dwunastą, to zejdź pan ze swojego przeklętego piątego piętra, opuść swój pokoik i przyjdź do mnie. W znanym już panu błękitnym pokoju palmowym znajdziesz pan potrzebne przybory do pisania i będziesz mógł wtedy w niewielu słowach zdać swoim czytelnikom sprawę z tego, co zobaczysz.
Narrator staje się częścią świata fantazji, a Hoffmann opowiada się na końcu otwarcie za fantastyczną interpretacją zdarzeń: Ostatecznie to życie w poezji pozwala znosić doświadczania rzeczywistości Anzelmusowi, narratorowi oraz szanownemu czytelnikowi.

## Hoffmann jako autor
Również w życiu Hoffmanna jest miejsce na dwudzielność pomiędzy wizerunkiem poważnego urzędnika, który każdego dnia raczej bez entuzjazmu wykonuje swoją pracę oraz poety, spisującego nocą jego fantastyczne dzieła. Także narrator pracuje po zmroku, przez co rezultaty pracy są przez niego określane jako wigilie.
W przeciwieństwie do Goethego, który określał niektórych romantyków jako „chorych”, mając na myśli przede wszystkim Hoffmanna, autor Złotego garnka borykał się ze sporymi problemami finansowymi. Dodatkowo towarzyszyły mu sprzeczne myśli oraz uczucia w odniesieniu do wszelkich form zwierzchności, ale także rewolucji francuskiej czy monogamii. Rozdarcie protagonisty jest więc po części odzwierciedleniem osobowości autora.

## Analiza
Hoffmann widział rzeczy, których nie bylibyśmy w stanie wymyślić i spisał je w sposób zmuszający do dania im wiary.
Nowela cechuje się wieloma elementami charakterystycznymi dla epoki romantyzmu, szczególnie niemieckiego. Wyobraźnia, instynkty i uczucia grają w dziele większą rolę niż rozsądek i logika. Centralnymi ideami jest pogodzenie przeciwieństw i harmonia natury, kluczowe są mity i symbolizm, śmiałość i sugestywność królują nad jasnością i decorum, a poezja jest wywyższona nad elementami prozaicznymi.
W literaturze romantycznej zestawiona jest rzeczywistość z fantazją, aby koniec końców umniejszyć znaczenie tej pierwszej i wywyższyć walory drugiej. Autor nie podąża jednak za tymi wzorami, przez co utwór wymyka się po części przyporządkowaniu do dzieł romantycznych. W świat realny jest wpleciony świat nadprzyrodzony, wraz z zamieszkującymi go duchami żywiołów, a w noweli Hoffmanna fantazja jest tak naprawdę rzeczywistością.
Hoffmann dzieli z pozostałymi romantykami niechęć do postaw filistrów, jednak umieszcza w jego fantastycznych światach takie aspekty jak samozadowolenie, ograniczone horyzonty myślowe, czy banalność burżuazji. W Złotym garnku sztuka i miłość wyłaniają się z żyć pozbawionych kolorów, piękna i entuzjazmu. Anzelmus i narrator są w stanie uwolnić się od świata klasy średniej i wejść do Królestwa Cudów. Konrektor Paulmann i registrator Heerbrand należą do świata normalności, lecz nie są sportretowani jako wrogo nastawieni i godni potępienia. Są raczej opisani jako serdeczni, życzliwi i wspaniałomyślni. Nie mają wstępu do Atlantydy, ale zbliżają się do świata wyobraźni, komponując ich pieśni i pijąc odurzający poncz. Weronika wchodzi do królestwa magii, korzystając z pomocy sprzedawczyni jabłek, choć ostatecznie je opuszcza stając się żoną radcy dworu.